# Alfabeto arameo
El alfabeto arameo es la evolución del alfabeto fenicio para escribir el idioma arameo. Si bien inicialmente los arameos usaban el alfabeto fenicio para escribir su lengua, conforme se extendió como lengua franca de la región su alfabeto tomó forma propia, tanto en inscripciones como especialmente en su forma cursiva (siriaca) que se diversificarían en multitud de alfabetos distintos. Aunque todas sus letras representan consonantes, son frecuentes las matres lectionis que son consonantes utilizadas para representar vocales largas.
Las inscripciones más tempranas en el idioma arameo usan el alfabeto fenicio. El uso del arameo como la lingua franca de Oriente Medio desde el siglo VIII a. C. llevó a la adopción gradual del alfabeto arameo para escribir los otros idiomas y dialectos de la familia de lenguas semíticas, como por ejemplo los alfabetos hebreo y nabateo cuyas formas gráficas son solo versiones ligeramente modificadas de las letras que ya se usaban para el arameo. El desarrollo de versiones en cursiva del arameo llevaron a la creación de los alfabetos siríaco, palmirense y mandeo. Estas escrituras formaron la base de los alfabetos árabe, sogdiano, orkhon y mongol. Las formas en estilo imperial dieron lugar a los alfabetos pelvi y maniqueo. Además la mayoría de estudiosos consideran el alfabeto como el origen del brahmi y por consiguiente de los alfabetos índicos.

## Historia

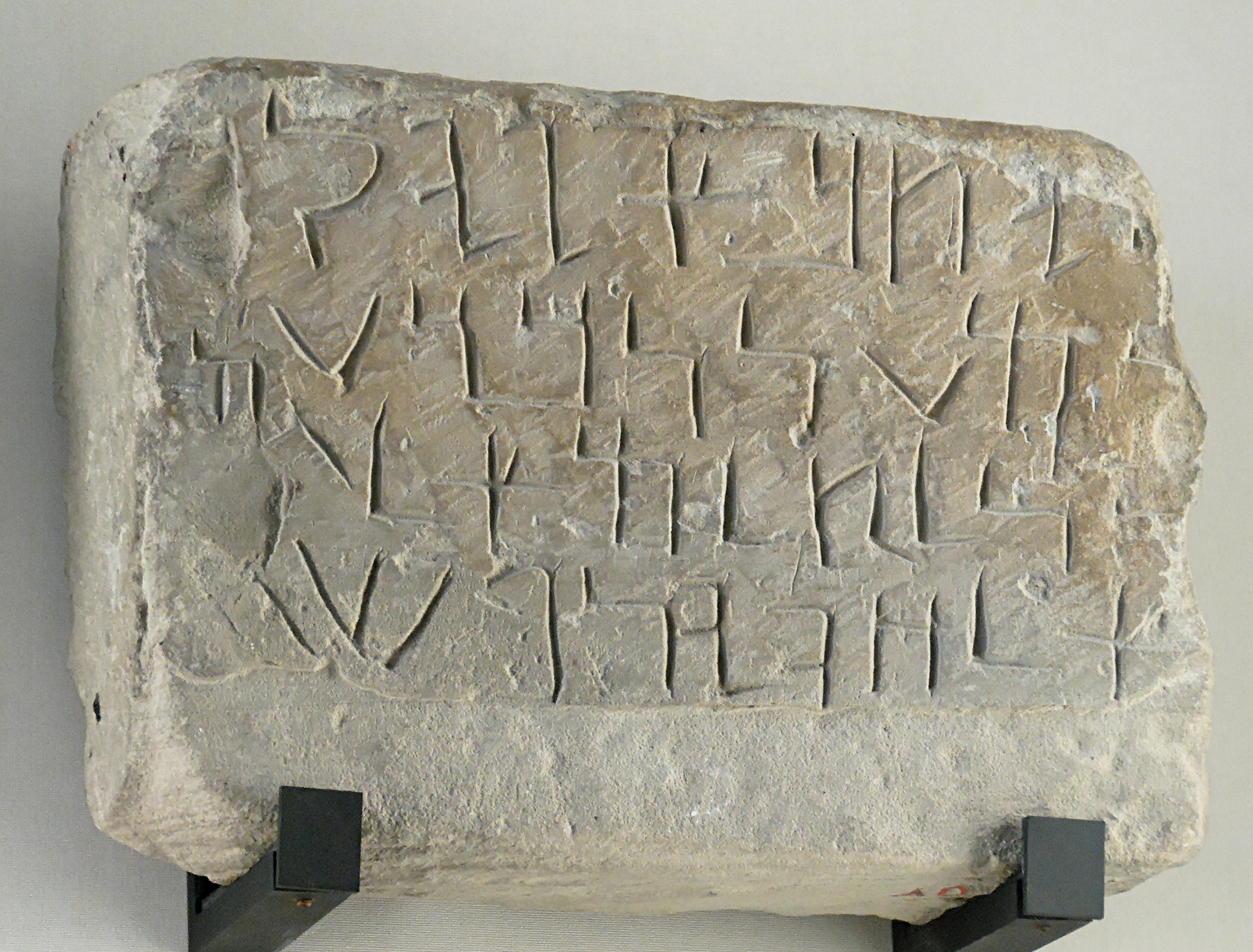
Estela con inscripción aramea lapidaria dedicada al dios Salm. Tayma (Arabia),

### Orígenes
Las primeras inscripciones en lengua aramea utilizaban el alfabeto fenicio. Con el tiempo, el alfabeto se desarrolló en la forma que se muestran después. El arameo se convirtió progresivamente en la lengua franca de todo Oriente Medio, con su alfabeto al principio complementando y luego desplazando al cuneiforme asirio como sistema de escritura predominante.

### Imperio aqueménida
Alrededor del 500 a. C., tras la conquista de los aqueménidas  (primer imperio persa) de Mesopotamia bajo Darío I, los persas adoptaron el arameo antiguo como el "vehículo para la comunicación escrita entre las diferentes regiones del vasto imperio persa con sus diferentes pueblos e idiomas. Se puede suponer que el uso de un solo idioma oficial, que la academia moderna ha denominado con los términos arameo oficial, arameo imperial o arameo aqueménida, contribuyó en gran medida al asombroso éxito de los persas aqueménidas a mantener unido su vasto imperio durante tanto tiempo como lo hicieron".
El arameo imperial estaba muy estandarizado; su ortografía se basaba más en raíces históricas que en algún dialecto hablado y estaba inevitablemente influenciada por el persa antiguo.
Las formas de las letras arameas de este período a menudo se dividen en dos estilos principales: la forma lapidaria, generalmente grabada en superficies duras como monumentos de piedra, y una forma cursiva; de estos la forma lapidaria tendía a ser más conservadora ya que permanecía visualmente más similar a la escritura fenicia y al arameo temprano. Ambos estuvieron en uso durante el período persa aqueménida, pero la forma cursiva ganó terreno constantemente sobre el lapidario, que había desaparecido en gran medida en el siglo III a. C.
Durante siglos después de la caída del Imperio aqueménida en el 331 a. C., el arameo imperial, o algo lo suficientemente cercano para ser reconocible, seguiría siendo una influencia en las diversas lenguas iraníes nativas. La escritura aramea sobreviviría como la característica esencial del sistema de escritura Pahlavi iraní.
A principios del siglo XXI se descubrieron 30 documentos arameos en Bactria, cuyo análisis se publicó en noviembre de 2006. Los textos, plasmados en cuero, reflejan el uso del arameo en el siglo IV a. C. por la administración persa aqueménida de Bactria y Sogdiana.
El uso generalizado del arameo aqueménida en Medio Oriente llevó a la adopción gradual del alfabeto arameo para escribir, entre otros, el hebreo, que anteriormente se escribía con una adaptación del alfabeto fenicio  que se suele denominar alfabeto paleohebreo.

## Idiomas que usan el alfabeto

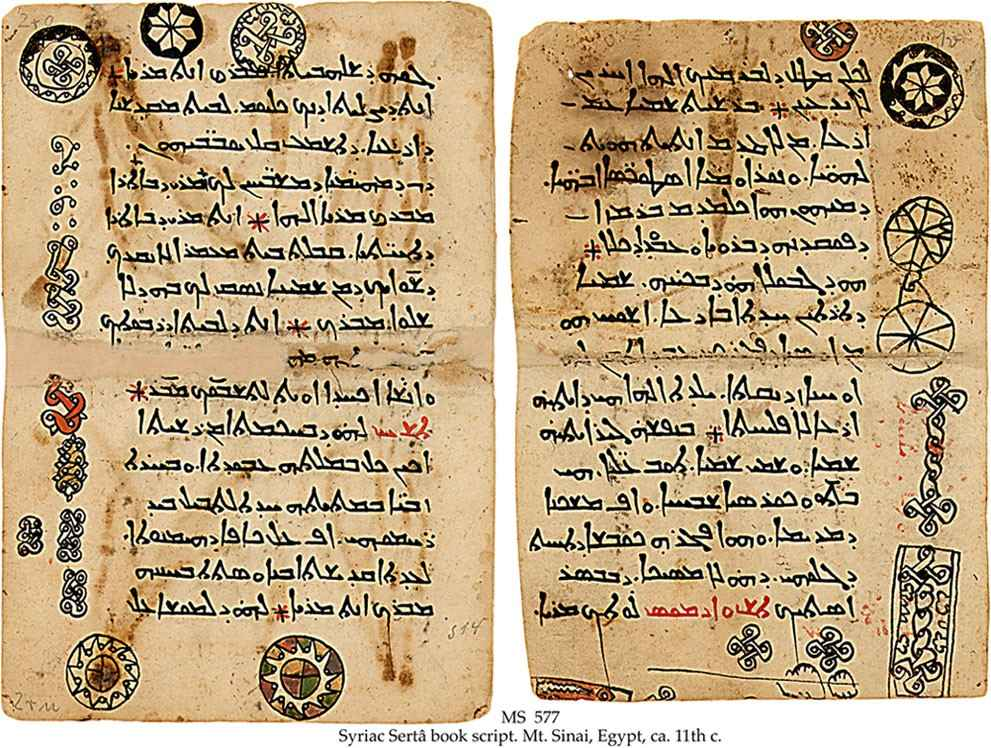
Libro del escrito en arameo siriaco.

Hoy en día, el arameo bíblico, los dialectos neo-arameos judíos y el idioma arameo del Talmud se escriben con el alfabeto hebreo moderno, alfabeto que en la literatura judía clásica recibía el nombre de "ashurit" (asiria), ya que era el arameo. Durante el período de dominio asirio, la escritura y el idioma arameos recibieron estatus oficial en la región de Palestina. Por otra parte, los dialectos siríaco y neoaramaico cristiano se escriben hoy con alfabeto siríaco, cuya escritura ha reemplazado a la escritura asiria más antigua y ahora lleva su nombre. El mandeo se escribe en el alfabeto mandeo. Debido a que el alfabeto hebreo moderno proviene del alfabeto arameo y por ello es casi idéntico, a menudo en la literatura académica se usa el alfabeto hebreo para transcribir los textos arameos.

### Malula
En Malula, una de las pocas comunidades supervivientes en las que todavía se habla un dialecto arameo occidental, la Universidad de Damasco estableció en 2007 un instituto arameo que imparte cursos para mantener vivo el idioma. Las actividades del instituto se suspendieron en 2010 en medio de temores de que el alfabeto arameo cuadrado utilizado en el programa se pareciera demasiado a la escritura cuadrada del alfabeto hebreo y se eliminaron todos los signos con la escritura aramea cuadrada. El programa declaró que, en cambio, usarían el alfabeto siríaco más distintivo, aunque el uso del alfabeto arameo ha continuado hasta cierto punto. Al Jazeera también emitió un programa sobre el neo-arameo occidental y los pueblos en los que se habla con la escritura cuadrada todavía en uso.

## Tabla comparativa
Los nombres de las letras en arameo bíblico pueden leerse al pasar el cursor sobre la imagen de la letra en estilo imperial. Se pueden considerar variantes arameas las 5 primeras columnas. El árabe desciende del arameo nabateo. La escritura sudarábica (y su descendiente, la etíope) se presenta como comparación, pero no desciende del fenicio ni del arameo. Los alfasilabarios brahmi y karosti suelen ser consideradas versiones extensamente modificadas del arameo adaptadas a las lenguas del hindostán, aunque entre los académicos no hay unanimidad absoluta de que el brahmi provenga del arameo.
| Fenicio | Arameo imperial | Arameo imperial | Hebreo | Siríaco | Nabateo | Árabe | Sudarábigo | Etíope | Brahmi | Brahmi | Kharosthi | Kharosthi |
| Fenicio | Imagen          | Texto           | Hebreo | Siríaco | Nabateo | Árabe | Sudarábigo | Etíope | Imagen | Texto  | Imagen    | Texto     |
| ------- | --------------- | --------------- | ------ | ------- | ------- | ----- | ---------- | ------ | ------ | ------ | --------- | --------- |
| 𐤀       | 'Ālap           | 𐡀               | א      | ܐ       |         | ﺍ     | 𐩱          | አ      |        | 𑀅      |           | 𐨀         |
| 𐤁       | Bēṯ             | 𐡁               | ב      | ܒ       |         | ب     | 𐩨          | በ      |        | 𑀩      |           | 𐨦         |
| 𐤂       | Gāmal           | 𐡂               | ג      | ܓ       |         | ج     | 𐩴          | ገ      |        | 𑀕      |           | 𐨒         |
| 𐤃       | Dālaṯ           | 𐡃               | ד      | ܕ       |         | د     | 𐩵          | ደ      |        | 𑀥      |           | 𐨢         |
| 𐤄       | Hē              | 𐡄               | ה      | ܗ       |         | ﻩ     | 𐩠          | ሀ      |        | 𑀳      |           | 𐨱         |
| 𐤅       | Wāw             | 𐡅               | ו      | ܘ       |         | و     | 𐩥          | ወ      |        | 𑀯      |           | 𐨬         |
| 𐤆       | Zayn            | 𐡆               | ז      | ܙ       |         | ز     | 𐩸          | ዘ      |        | 𑀚      |           | 𐨗         |
| 𐤇       | Ḥēṯ             | 𐡇               | ח      | ܚ       |         | ح     | 𐩢          | ሐ      |        | 𑀖      |           | 𐨓         |
| 𐤈       | Ṭēṯ             | 𐡈               | ט      | ܛ       |         | ط     | 𐩷          | ጠ      |        | 𑀣      |           | 𐨠         |
| 𐤉       | Yōḏ             | 𐡉               | י      | ܝ       |         | ﻱ     | 𐩺          | የ      |        | 𑀬      |           | 𐨩         |
| 𐤊       | Kāp             | 𐡊               | כ      | ܟ       |         | ك     | 𐩫          | ከ      |        | 𑀓      |           | 𐨐         |
| 𐤋       | Lāmaḏ           | 𐡋               | ל      | ܠ       |         | ل     | 𐩡          | ለ      |        | 𑀮      |           | 𐨫         |
| 𐤌       | Mīm             | 𐡌               | מ      | ܡ       |         | ﻡ     | 𐩣          | መ      |        | 𑀫      |           | 𐨨         |
| 𐤍       | Nūn             | 𐡍               | נ      | ܢ       |         | ﻥ     | 𐩬          | ነ      |        | 𑀦      |           | 𐨣         |
| 𐤎       | Semkaṯ          | 𐡎               | ס      | ܣ       |         | -     | 𐩯          | ሰ      |        | 𑀰      |           | 𐨭         |
| 𐤏       | ʿĒ              | 𐡏               | ע      | ܥ       |         | ع     | 𐩲          | ዐ      |        | 𑀏      |           | 𐨀𐨅         |
| 𐤐       | Pē              | 𐡐               | פ      | ܦ       |         | ف     | 𐩰          | ፈ      |        | 𑀧      |           | 𐨤         |
| 𐤑       | Ṣāḏē · Ṣāḏē     | 𐡑               | צ      | ܨ       |         | ص     | 𐩮          | ጸ      |        | 𑀲      |           | 𐨯         |
| 𐤒       | Qōp             | 𐡒               | ק      | ܩ       |         | ق     | 𐩤          | ቀ      |        | 𑀔      |           | 𐨑         |
| 𐤓       | Rēš             | 𐡓               | ר      | ܪ       |         | ر     | 𐩧          | ረ      |        | 𑀭      |           | 𐨪         |
| 𐤔       | Šīn             | 𐡔               | ש      | ܫ       |         | ش     | 𐩦          | ሠ      |        | 𑀱      |           | 𐨮         |
| 𐤕       | Taw             | 𐡕               | ת      | ܬ       |         | ت     | 𐩩          | ተ      |        | 𑀢      |           | 𐨟         |

### Matres lectionis
En la escritura aramea, waw y yodh cumplen una doble función. Originalmente, representaban solo las consonantes /w/ e /y/, pero luego se adoptaron para indicar las vocales largas ū e ī respectivamente (a menudo también ō y ē). En este último papel, se les conoce como matres lectionis o "madres de lectura".
Ālap, igualmente, tiene algunas de las características de una mater lectionis porque en las posiciones iniciales, indica una oclusión glotal (seguida de una vocal), pero por lo demás, a menudo también representa las vocales largas ā o ē. Entre los judíos, la influencia del hebreo a menudo llevó al uso de hē al final de una palabra.
La práctica de usar ciertas letras para indicar valores de las vocales se extendió a las escrituras derivadas del arameo, como el árabe y el hebreo, que todavía siguen la práctica.